# Citharomangelia bicinctula
Citharomangelia bicinctula is een slakkensoort uit de familie van de Mangeliidae. De wetenschappelijke naam van de soort is voor het eerst geldig gepubliceerd in 1871 door Nevill & Nevill.